# 晋察冀野战军
晋察冀野战军，是第二次国共内战期间晋察冀军区两次设立的在华北北部地区机动作战的野战军。

## 历史

### 第一次组建
1946年3月初，晋察冀中央局发布《关于复员工作的通知》和精简整编部队的指示，晋察冀军区于1946年3、4月间对部队进行第一次精简整编，野战部队由9个纵队26个旅整编为4个纵队11个旅和一个教导师，直接归晋察冀军区领导。独立旅归二级军区领导指挥。四个野战纵队是：杨得志苏振华的第1纵队（第1、第2、第3旅），冀察纵队（第6、第7旅、第8旅），冀中纵队（第11、第12、第13旅），冀晋纵队（第3、第4旅）。
1946年6月，国共内战全面爆发。根据1946年6月28日毛泽东致电聂萧刘罗并告子华的《国民党大打后晋察冀军区的基本任务》，晋察冀军区恢复野战军指挥机构：
- 司令员萧克
- 政治委员罗瑞卿
- 参谋长耿飚
  - 副参谋长李波（索立波）
- 政治部主任潘自力
- 第一纵队：1945年10月7日，冀鲁豫军区主力部队编为第一纵队，辖3个旅及骑兵团，共10个团。司令员杨得志/苏振华（1946年12月中旬-），政治委员苏振华，副司令员曾思玉，副政治委员张国华，参谋长卢绍武/李觉，政治部主任张国华(兼)/崔田民。1945年11月北上赴东北，被留在了冀热辽军区、后编入晋察冀野战军。1946年12月15日由河北曲阳南下归建晋冀鲁豫野战军。
  - 第一旅：冀鲁豫第八军分区前线指挥部第七、第六、第四团编成。旅长杨俊生，政治委员邓存伦/陈云开，副旅长齐丁根/温先星，副政治委员郑思群，参谋长李觉，政治部主任任国章/郑思群(兼)。第1团由冀鲁豫军区第八军分区第七团改编，温先星任第1团团长。
  - 第二旅：冀鲁豫军区第三军分区第十团(原教导第四旅第十团)、第十五团(惠河支队与金(乡)嘉(祥)济(宁)支队合编)及第一军分区第三团等部编成。旅长尹先炳，政治委员戴润生，副旅长郑统一，参谋长王晓，政治部主任裴志耕。
  - 第三旅：冀鲁豫军区第四军分区第十六团、第五军分区第二十团及第八军分区第二团等部编成。旅长李东潮，政治委员陈云开，副旅长温先星，参谋长詹仕山。1946年10月，撤消了第3旅（只有两个团）的番号，3旅第7团调给1旅，8团调给2旅。
- 第二纵队：1945年10月，冀察军区改编为冀察纵队。1946年3月，冀察纵队在延庆地区共复员6573人，撤销第9旅、第10旅。骑兵旅调归绥蒙军区。第6旅辖第16团、第17团、第18团，10旅第27团、第28团分散补入各团。第7旅辖第19团、第21团，第9旅第25团（察南老20团）改称第20团，原7旅第20团、9旅26团分散补入各团。第8旅辖第22团、第23团、第24团，平北十二分区第29团分散补入各团。1946年4月，第22、第24团整编为冀察军区独立第5旅。1946年6月24日冀察纵队改编为晋察冀野战军第二纵队，司令员兼政委郭天民，韩伟任副司令员兼参谋长，向仲华任政治部主任，原第6、第7改编组成第4、第5旅，共2.7万余人。1947年1月杨得志调任司令员，政委李志民。
  - 第四旅：第6旅第16团、第17团、第8旅23团分别改称第10团（团长郑三生，政委钟元元）、第11团（团长黎光，政委刘克宽）、第12团（团长杨森，政委刘国辅）。旅长肖应棠  政委龙道权 副旅长许诚，参谋长陈焕 政治部主任郑旭煜/陈亚夫。1948年7月，第4旅调离纵队。
  - 第五旅：1945年10月平西十一分区组建改称第七旅，旅长萧文玖/曾保堂，副政治委员李水清（兼政治部主任）。军分区第七团、新五团、第四十四团依次改称第十九、二十、二十一团。1946年3月在延庆地区进行整编，第九旅第二十五团（原第十三军分区第二十团）调归第七旅改称第二十团，原第七旅第二十团、第九旅第二十六团分别补入第七旅的3个团。1946年7月第七旅改称第五旅，马龙任旅长，李水清任政治委员，各团改称第十三、十四、十五团。张家口保卫战中，改旅在怀来地区阻击敌军4个正规师14天，歼敌3800余人。1949年2月改称第199师。
  - 第六旅：1946年6月以晋察冀第三纵队11旅旅部（1945年9月以冀中七分区机关组建）、旅直属队及所属的33团、冀中11分区72团、7分区79团合编而成的冀中军区独立第8旅（旅长魏洪亮，政委帅荣，副旅长黄光明，副政委韩庄，参谋长苏锦章）。1947年2月编入二纵，改名为第六旅。旅长盛治华，政委钟华农，参谋长苏锦章。1949年2月改称第200师。第16团（598团）在1946年7月到12月作战中，十战十捷，威震冀中，被授予“战斗模范团”光荣称号。
- 第三纵队：1946年6月24日冀中纵队改编为晋察冀野战军第三纵队。司令员杨成武，政委李志民，副司令员文年生，代参谋长陶汉章，政治部主任谭冠三。总计14799人，其中干部2307人。
  - 第七旅：冀中纵队第12旅改称。旅长周彪，政委漆远渥，副旅长张鸿烈，副政委兼政治部主任李呈瑞，代参谋长甘先林。原辖第31、第34、第25团依次改称第19团（团长刘正恒，政委陈继德）、第20团（团长张行忠，政委张文宣）、第21团（团长王寿仁，政委齐绛军）。
  - 第八旅：冀中纵队第13旅改称。旅长易耀彩 政委王道邦，副旅长宋玉琳，副政委张明和，参谋长宋学飞，政治部主任刘光裕。原辖第32、第37、第39团依次改称第22团（团长徐信，政委李克忠）、第23团（团长张英辉，政委刘凤麟）、第24团（团长钟英，政委杨栋梁）。
- 第四纵队：1946年6月在山西阳高，冀晋(陈正湘）纵队改称晋察冀军区第4纵队，司令员陈正湘，政委胡耀邦，副司令员曾思玉，参谋长唐子安，政治部主任李昌。
  - 第十旅：由冀晋纵队第3旅改称。旅长邱蔚，政委傅崇碧，副旅长阮平，参谋长钟天法，政治部主任边疆。辖第28团（原三旅1团，团长陈信忠，政委孙树峰））、第29团（原三旅10团，团长罗肖文，政委刘福）、第30团（原一旅7团，团长何友发，政委高通古），原三旅12团调冀晋军区。
  - 第十一旅：1945年9月冀晋军区第5军分区(前晋察冀军区第4军分区）主力组建第4旅。1946年6月4旅改称11旅。1946年11月第11旅调归察哈尔军区为独立第11旅。1947年1月，第11旅编入晋察冀军区第三纵队，改称第9旅，旅长陈仿仁，政委黄文明，副旅长兼参谋长杜瑜华，政治部主任蔡长元。
    - 31团：前身是晋察冀军区警卫团。团长李锐，政委杨银生。
    - 32团：前身是八路军第115师独立团3营。团长范志辉，政委葛振岳。
    - 33团：1945年9月由晋察冀军区第2、3、4军分区警卫连及灵丘支队合编组成。团长邱会嵩，政委旷显阳。

1946年7月30日至9月16日，大同集宁战役，第三纵队歼敌5000余人。
1946年9月29日至10月25日，张家口保卫战与平汉线破击战。第三纵队歼敌8000余人。
1946年11月3日至1947年2月17日，涞(水)易(县)满(城)战役。
1946年12月初，晋察冀军区撤销晋察冀野战军指挥机构，野战部队归晋察冀军区直辖。

### 第二次组建
1947年4月26日，中共中央工委朱德整顿晋察冀军区的军事工作，指导晋察冀军区于1947年5月重建了晋察冀野战军指挥机关，辖第2、第3、第4纵队、炮兵旅约12万人。冀晋军区辖独一旅、独二旅，察哈尔军区辖独四旅，冀中军区辖独八旅、独九旅，地方部队共6个独立旅总计37个团8.8万人。根据朱德1947年6月1日《关于晋察冀区军事工作处理情况向中央的报告》中指出的若干问题，特别是“上级指挥，各级都不满意”“即刻对以上的毛病，从组织上改变了指挥系统”：萧克回军区统一指挥军区工作，时任晋察冀军区参谋长赵尔陆兼后勤部长，军区副政委黄敬兼后勤部政委，统一供给、卫生、兵站、运输、交通、补充新兵、训练俘虏等工作，使野战军脱去后方勤务工作，割去大尾巴，不做生产，商店归公，只做打仗与训练；二纵司令员杨得志为野战军司令员，军区副政委兼政治部主任罗瑞卿为野战军政委，三纵司令员杨成武为野战军第二政委，统领3个野战纵队。
- 司令员杨得志
- 政治委员罗瑞卿
- 第二政治委员杨成武
- 参谋长耿飚
- 第二纵队：司令员陈正湘（四纵司令员调任），政委李志民，副司令员兼参谋长韩伟，政治部主任向仲华。
  - 第4旅：旅长肖应棠，政委龙道权，副旅长许诚，参谋长陈焕，政治部主任郑旭煜。
  - 第5旅：旅长马龙，政委李水清，副旅长廖鼎祥，参谋长赵静生，政治部主任李布德。
  - 第6旅：旅长盛治华，政委钟华农，副旅长黎光，副政委韩庄，参谋长苏锦章，政治部主任李静。
- 第三纵队：司令员郑维山（察哈尔军区司令员调任）、政委胡耀邦（四纵政委调任）/王宗槐（1948年8月四纵副政委升任），副司令员兼参谋长易耀彩，副政委兼政治部主任龙道权。
  - 第七旅：旅长张英辉，政委刘光裕，副旅长徐信，副政委兼政治部主任张迈君，参谋长魏群。
  - 第八旅：旅长宋玉琳，政委李真，副旅长范志辉，副政委兼政治部主任李克忠，参谋长杨尚德。
  - 第九旅：原为冀晋军区五分区组建冀晋纵队第4旅，1946年6月改称第四纵队第11旅。1946年11月野战军撤销时调归察哈尔军区为独立第11旅。1947年1月调归第三纵队改称第九旅。旅长陈仿仁，政委黄文明，副旅长兼参谋长杜瑜华，政治部主任蔡长元。共8300余人。
    - 25团：由31团改称。前身是晋察冀军区警卫团。团长李锐，政委杨银生。
    - 26团：由32团改称。前身是八路军第115师独立团3营。团长范志辉，政委葛振岳。
    - 27团；由33团改称。1945年9月由晋察冀军区第2、3、4军分区警卫连及灵丘支队合编组成。团长邱会嵩，政委旷显阳。
- 第四纵队：1946年11月，晋察冀军区教导旅调归四纵改称第11旅。1947年2月中旬，冀晋军区独立第2旅调归四纵改称12旅。1947年5月，司令员陈正湘调任二纵司令员，政委胡耀邦调任三纵政委。曾思玉升任司令员，政委王昭。
  - 第10旅
  - 第11旅
  - 第12旅：1946年8月1日成立冀晋军区独立第二旅。旅机关由冀晋军区三分区机关组建。旅长曾保堂，政委李志明，参谋长马卫华，政治部主任张振刚。辖第4团（原冀晋陈正湘纵队3旅12团，团长曾万彪，政委龚纪明）、第5团（四分区8团补入若干连队，团长胡崇明，政委王新生）。1947年6月，冀中军区第63团调入改称第36团，该团是1945年9月冀中八分区青沧支队改编，19472月补入任丘、建国、交河、献县、文新等5个县大队编入，团长王子卿，政委王子珍。
- 第六纵队：1947年11月，察哈尔军区与冀晋军区合并为北岳军区，察哈尔军区独立第4旅编入晋察冀军区第1纵队改称第3旅。1947年12月察哈尔军区机关在定县组建晋察冀野战军第六纵队机关。司令员文年生（三纵副司令员升任）/徐德操/陈坊仁，政委向仲华/漆远渥/李呈瑞，副司令员萧新槐/徐德操/宋玉琳，副参谋长张挺/宋学飞。共17 044人。
  - 第十六旅：1946年6月组建冀中军区独立第14旅，1946年7月改称冀中军区独立第七旅。旅长廖鼎祥，政委李斌，参谋长唐丕光，政治部主任张宗胜。原辖第19、第20、第21团改称第46团（冀中纵队第38团2个营和冀中军区第76团1个营合编。团长古极，政委范保顺）、第47团（冀中九分区第38团、第84团合编。团长万振西，副政委高颜林）、第48团（冀中军区特务团、冀中八分区第64团、任河支队合编。团长林彬，政委惠士荣）。
  - 第十七旅：1946年6月组建冀中军区独立第11旅，1946年7月改称冀中军区独立第八旅。旅长徐德操/杨栋梁，政委李致远，副司令员贾士珍/李德才，副参谋长祖岳嵘，政治部副主任白正刚。原辖第22、第23、第24团依次改称第49团(冀中82团与县大队合编。团长刘震，政委董奋)、第50团（冀中九分区80团与安定博支队合编。团长刘复生，政委王松岑）、第51团（冀中九军分区73团、八分区独立营、11分区护路大队、冀中税警大队合编。团长李德才，政委张绍英）。
  - 第十八旅：北岳军区组建。旅长罗文坊，政委严庆堤，参谋长熊金波，政治部主任萧赤。第52团（北岳六分区独立团、易县独立营合编。副团长韩玉奎，政委田波）、第53团（冀晋军区一分区新13团、阳高独立营、应县独立营、广灵独立营一部合编。团长贺成健，政委陈兴农）、第54团（冀晋军区四分区独立团、获鹿独立营合编。团长胡从明，副政委李鹏飞）。
- 晋察冀炮兵旅

1948年5月9日，中央军委发出《关于改变华北、中原解放区的组织、管辖境地及人选的通知》，将晋冀鲁豫军区和晋察冀军区合并为华北军区。晋察冀野战军改称华北军区第二兵团。
1948年6月上旬，中央军委部署华北野杨、罗、耿兵团为牵制华北敌军，配合东野主力“封闭蒋军在东北，加以各个歼灭”而挺进冀东。华北三纵吸引平古线敌主力，以四纵及四旅攻击丰润、榛子镇、野鸡坨等据点。正当四纵行动之际，原来集结于平古线的国军8个师向丰润地区驰援；与此同时，由山东烟台海运北宁线的第八军第42旅、第103旅在秦皇岛登陆，拟向昌(黎)、滦(县)段以西增援。6月10日东总电令正在平泉以南休整的“十一纵队及骑兵师去冀东配合杨罗耿作战，但须准备在八月半后返回锦州附近，牵制锦州之敌，以便北线全力攻长春。”华北野四纵于6月15日歼灭丰润等据点之敌后，转移至迁安、卢龙山区的长城边休整；平古线东援之敌占领了蓟县、玉田、沙流河和丰润等地，并继续向遵化进犯，寻找主力决战。华北野三纵乘敌东援之机，再次出击平古线，连克石匣、小营等重镇，围攻古北口；东援国军急忙调转向西回援，北宁线上只剩下原来的少数护路守点的部队。十一纵队在华北野十一旅、冀察热辽军区炮兵旅的配合下，向昌黎、北戴河段发起攻击，集中主力攻打昌黎；华北野四纵主力夺取滦县以东至昌黎(不含)段沿线据点后破路，并准备抗击东援之敌；冀东地方武装在昌黎以东以南地区配合行动；冀东十二分区武装一部包围留守营，冀东十三分区武装配置在昌黎以南。
1948年9月初，东北战场决战即将开始。华北野主力攻克香河、武清后，又攻打“铁打的三河”，企图华北国军主力紧紧拖住。
1948年9月27日，中央军委电示华北军区组建一个新的纵队。1948年11月7日在易县东邵、考山地区，组建华北野战军第八纵队：
- 第八纵队：司令员邱蔚，政委王道邦，副司令员萧应棠（兼参谋长），副政委蔡顺礼（兼政治部主任）。共16 840人
  - 第22旅：由二纵四旅调任。旅长许诚，政委龙道权，副旅长郑三生（兼参谋长），副政委陈亚夫（兼政治部主任）。第64团（团长田雨，政委钟元元），第65团（团长齐景武，政委张益三），第66团（团长杨森，政委刘国辅）。
  - 第23旅：1948年1月22日在玉田县老君屯，以第15军分区机关组建冀察热辽军区独立第5师。师长赵文进，政委袁耐冬，政治部主任国林之。1948年8月26日改称华北二兵团独立第一旅。1948年11月7日改为八纵23旅。旅长赵文进，政委袁耐冬，副政委杨银声，参谋长杨百让，政治部主任国林之。
    - 第67团：1947年9月以宁河县大队为基础扩编为警备1团。团长武宏
    - 第68团：冀东军区独立团。团长曾绍东，政委张复海
    - 第69团：1948年7月中旬冀东军区独立7团改称独立五师15团。团长南更顺，政委史国才

  - 第24旅：1948年9月，在遵化县组建华北2兵团独立第2旅。旅长阮平，政委史进前，参谋长沈敏，政治部主任张建纲。1948年11月7日改称八纵24旅。
    - 第70团：1946年3月，冀热辽21军分区组建北票县支队。1947年11月扩编为21军分区独立第1团。1948年1月与朝阳回民支队编入。1948年3月改称冀察热辽军区独立46团。团长彭忠山，政委齐金丙
    - 第71团：1946年3月热河警备团抽调干部组建了建西支队。1946年9月赤峰县支队扩编为赤西支队。1948年2月两个支队合编为19分区独立2团。1948年3月改称冀察热辽军区独立40团。政委王斌
    - 第72团：1945年9月成立新的丰润县大队，1946年10月扩编为15分区警备3团，1948年1月改称警备2团，1948年4月改称冀察热辽军区独立20团。团长傅克刚